# Янгільдіно (Красночетайський район)
Янгі́льдіно (рос. Янгильдино, чув. Енкĕлт) — присілок у Чувашії Російської Федерації, у складі Красночетайського сільського поселення Красночетайського району.
Населення — 381 особа (2010; 539 в 2002, 555 в 1979, 723 в 1939, 714 в 1926, 551 в 1897, 362 в 1869). Національний склад — чуваші, росіяни.
Національний склад (2002):
- чуваші — 97 %

## Історія
Історична назва — Єнгільдіна. До 1835 року селяни мали статус державних, до 1863 року — удільних, займались землеробством, тваринництвом, слюсарством, виробництвом одягу. 1929 року створено колгосп «Червоний маяк». До 1918 року присілок входив до складу Курмиської та Пандіковської волостей (у період 1835–1863 років у складі Курмиського удільного приказу), до 1920 року — Красночетаївської волості Курмиського, до 1927 року — Ядринського повітів. З переходом на райони 1927 року — спочатку у складі Красночетайського, у період 1962–1965 років — у складі Шумерлинського, після чого знову переданий до складу Красночетайського району.

## Господарство
У присілку діють клуб та магазин.